# Gestold water
Gestold water is een artistiek kunstwerk en toegepaste kunst in Oostoever Sloterplas, Amsterdam Nieuw-West.
Bij de inrichting van de wijk Oostoever vanuit de opgeheven rioolwaterzuiveringsinstallatie West, werd ook kunst geïntegreerd. Initiatiefnemers waren het Amsterdamse Fonds voor de Kunst en Stadsdeel Nieuw-West. Aan de Belgische kunstenaar Peter Schoutsen werd een ontwerp gevraagd. Hij kwam naar eigen zeggen met een kunstwerk dat teruggreep op de historie van die installatie. Tussen twee behouden slibbakken kwam hij met Gestold water. Allereerst zijn er de donker gekleurde in een vloeiend liggend patroon straatstenen/klinkers; zij geven het slib weer dat uit de bakken is gelopen. Tevens zijn er bij de wanden druppelleidingen gemaakt, het lijkt alsof er heden ten dage nog steeds water uit de bakken lekt. Het water voedt daarbij de klimhortensia’s die in groenstrookjes langs de muren staan. Openingen in de slibbakken zijn afgesloten door middel van sierlijke hekwerken van cortenstaal, die enigszins lijken op spinnenwebben.
Het kunstwerk is te zien op het Rietveld Schröderpad; een voetpad in 1995 vernoemd naar het Rietveld Schröderhuis.  

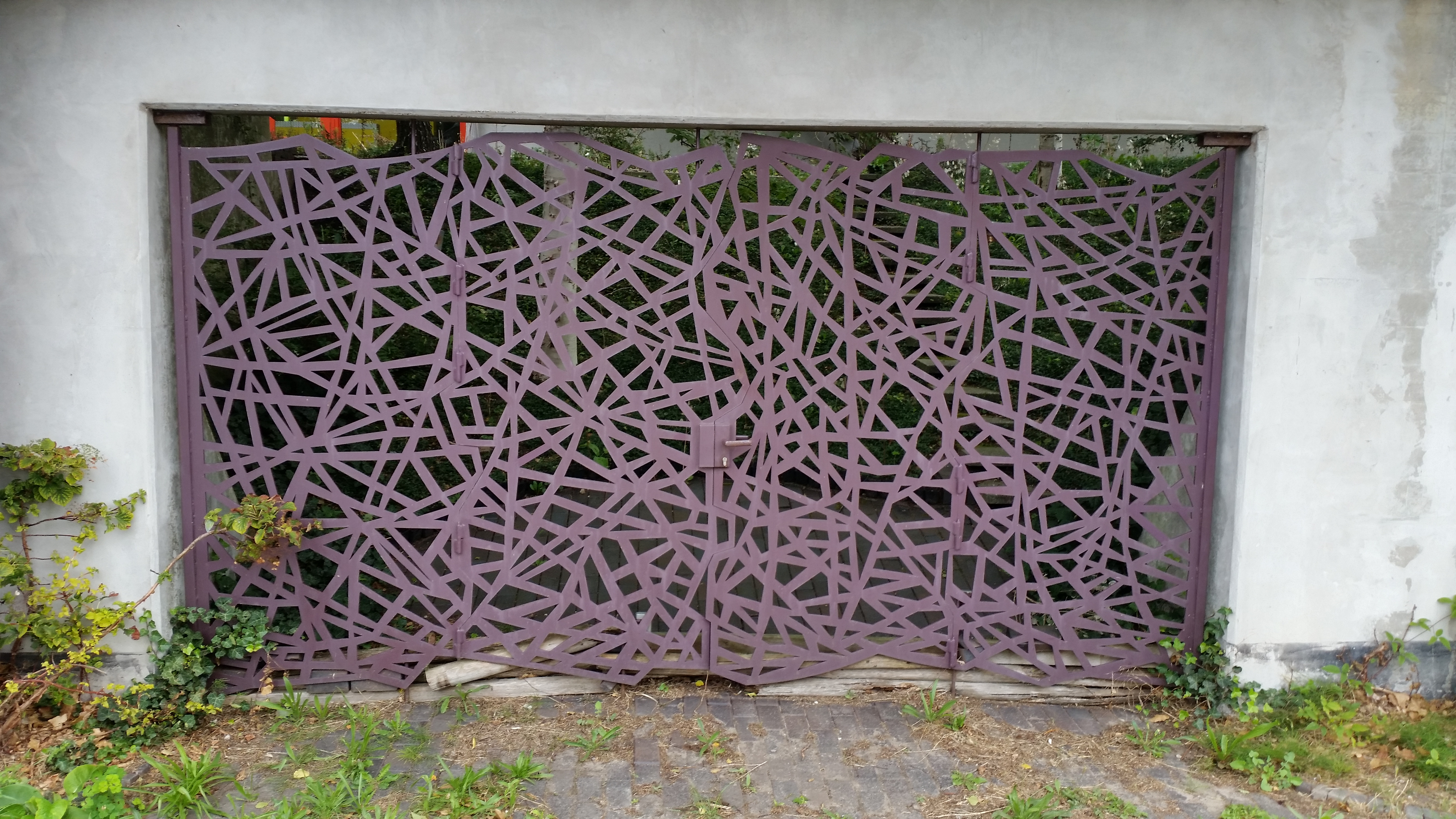
Een van de hekwerken (augustus 2020)